# Carrinho de rolimã

Rolamento de esferas

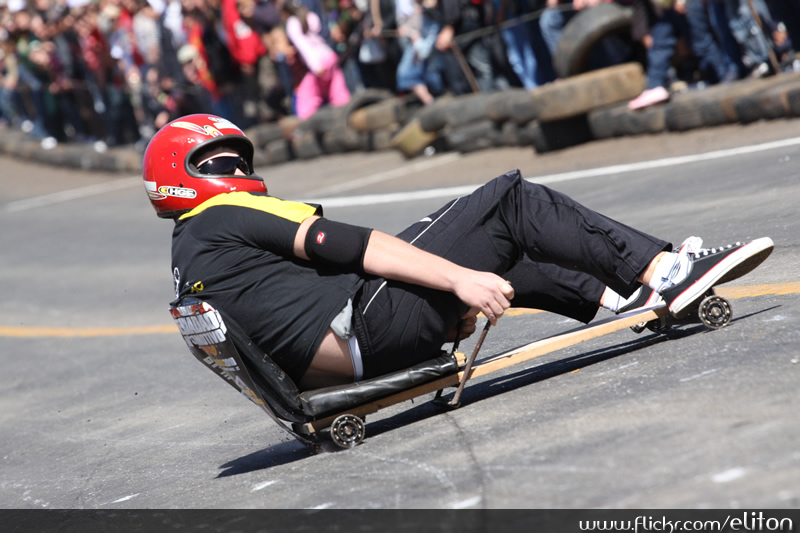
Carrinho de rolimã

Carrinho de rolimã ou carrinho de rolamentos é um carrinho, geralmente construído de madeira e rolamentos de aço, para a disputa de corridas ladeira abaixo. Ele geralmente é utilizado em descidas asfaltadas e lisas.
A construção de um carrinho geralmente é artesanal, feita com ferramentas simples, como martelo e serrote. O carrinho pode conter três ou quatro rolamentos (quase sempre usados, dispensados por mecânicas de automóveis) e é construído de um corpo de madeira com um eixo móvel na frente, utilizado para controlar o carrinho enquanto este desce pela rua. O freio deve ser um pouco maior que a distância do carrinho até o chão e precisa ficar em posição diagonal; para diminuir a velocidade deve puxar-se o pedaço de madeira ou uma barra de ferro para uma posição em que encoste no chão.
A primeira Kinderautomobilrennen (em português, "corrida de automóvel infantil") ocorreu em Oberursel, Alemanha, em 1904. Mais tarde, durante a década de 1930, o termo Seifenkisten (em português: "caixa de sabão") passou a ser usado na Alemanha. Esta designação tem origem nos Estados Unidos, quanto um fabricante americano de sabão popularizou o nome soap box nos anos 1930, ao imprimir os planos para construir um carro de corrida infantil em suas caixas de sabão.
Não se sabe ao certo como chegou ao Brasil. Ao que tudo indica os primeiros exemplares foram construídos em cidades como São Paulo, Rio de Janeiro e Belo Horizonte no final da década de 1960 e começo da década de 1970, primeiras cidades a terem ruas asfaltadas e topografia íngreme. O rolamento de esferas, designado com frequência desde tempos muito recentes também como rolimã, forma nominal que é corruptela do estrangeirismo rolemã , redução do nome francês roulement à billes , mecanismo utilizado na montagem dos carrinhos mais conhecidos como então, atrás das referidas nas cidades sempre como “carrinho de rolemã” e quase sempre todos os rolemãs , tal como então se designavam  na linguagem corrente e como ainda hoje são assim designados , eram obtidos em oficinas que faziam manutenção dos carros da  época e a madeira, de sobra de caixas ou tábuas utilizadas em obras. Os melhores rolamentos vinham da transmissão.